# Jimmy Roty
Jimmy Roty, pseudonimo di Luigi Rotigliano (Lecce, 14 settembre 1934), è un cantante italiano.

## Biografia
Cantante melodico, crooner, vive a Lodi.
Avviato in gioventù alla lirica per la sua caratteristica voce da basso e seguito negli studi dal grande tenore Franco Perulli.
Nel 1957 si è trasferito a Milano dove ha iniziato la sua lunga carriera di cantante di musica leggera e jazz.
È stato per circa 15 anni il cantante dell'Orchestra di Fausto Papetti col quale nel 1963 ha pure inciso per la Durium il 45 giri con i brani "Lisa" e "Pa Ba".
Dal 1965 e per dieci anni si è esibito con Fausto Papetti presso la famosa "Casina Municipale" di Selva di Fasano, in quei tempi frequentata dai big della canzone come Mina, Peppino Di Capri, Ornella Vanoni, Caterina Caselli, John Foster , Lara Saint Paul, Fred Bongusto, ecc.

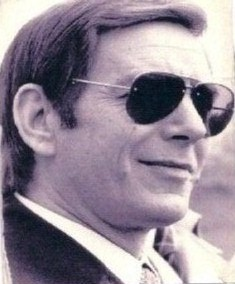
Jimmy Roty negli anni ‘70

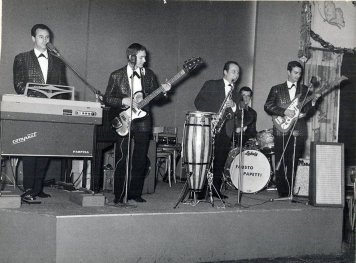
Jimmy playing bass guitar and singing with Papetti's group

Successivamente ha creato il suo gruppo "Jimmy Roty e la sua orchestra" di cui è stato il cantante solista.
Ha partecipato alla Sei giorni della canzone, presentata da Adriana Serra al Teatro Lirico di Milano nel 1960 con il brano Ti amo, ti amo, ti amo. Sei giorni della canzone 1960
Ha inciso diversi singoli e cover per la Fonit con le orchestre di Riccardo Vantellini ed Eros Sciorilli.
Figura nella "Biografia della Musica Italiana" come uno dei maggiori interpreti della canzone "Piove" di Domenico Modugno.

Tuttora dotato di quella calda, invidiabile ed inconfondibile voce che lo rese celebre negli anni 60 e 70.
Recentemente ha registrato un CD in occasione del cinquantenario della sua carriera e un omaggio dedicato ai suoi colleghi ed amici, tra i quali, Umberto Bindi, Luigi Tenco, Bruno Martino, Nicola Arigliano ecc. intitolato " Amici, io ve le canto così".

È anche un ottimo giocatore di Biliardo.

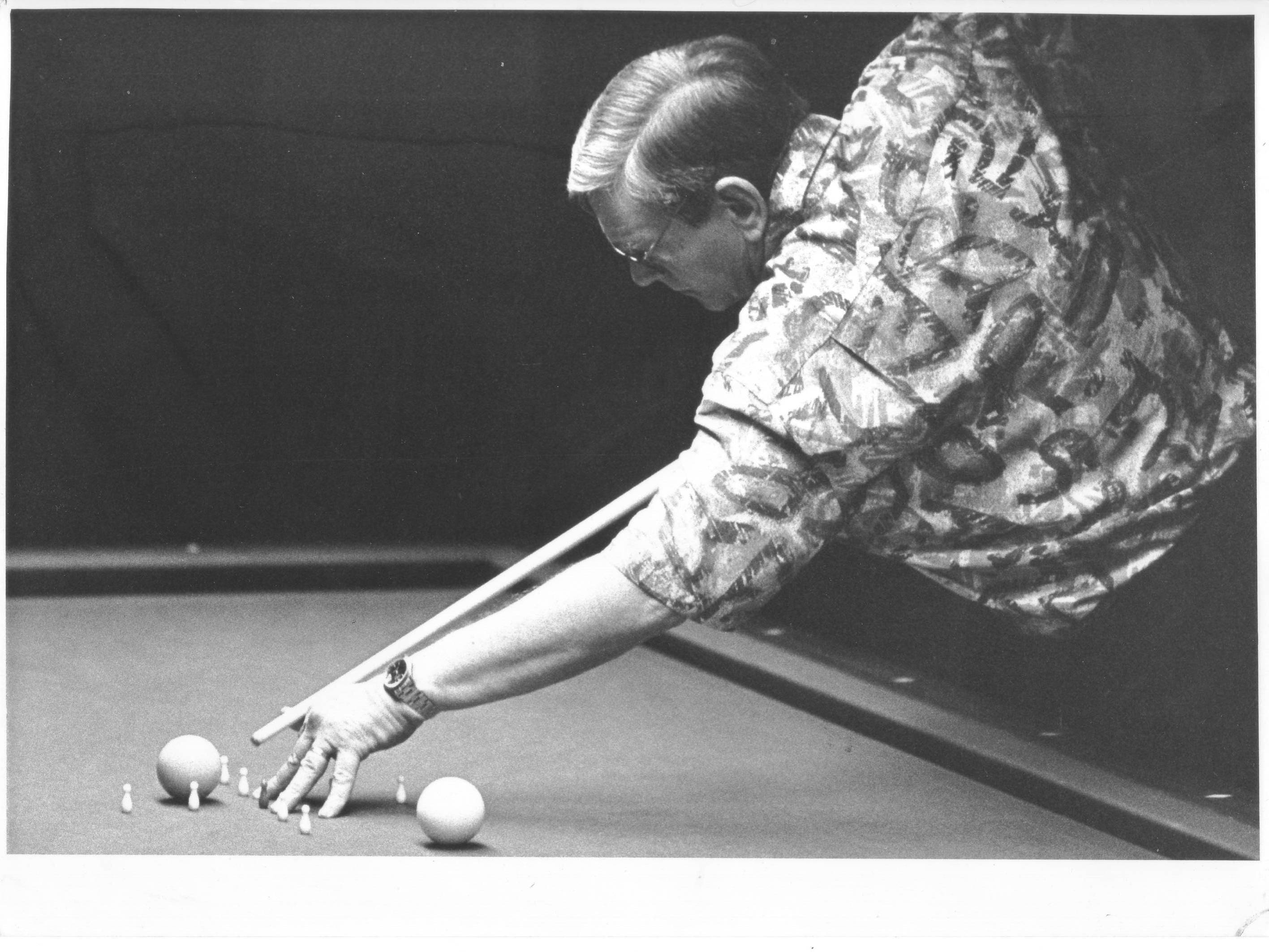
Jimmy playing billard